# Michael Stanislaw
Michael Stanislaw (* 5. Juni 1987 in Leoben) ist ein österreichischer Fußballspieler.
Stanislaw begann seine Karriere beim ASK Liesing, ehe er zum FC Admira Wacker Mödling wechselte. Ab 2004 gehörte er zum Profikader von SC Austria Lustenau. 2006 wechselte er zum SC Schwanenstadt. Im Sommer 2008 wurde der SC Schwanenstadt zum SC Magna Wiener Neustadt, wobei Michael Stanislaw den Umzug nach Niederösterreich mitmachte.
Im Sommer 2012 kehrte er Österreich den Rücken und wechselte nach Ungarn zum dortigen Aufsteiger in die höchste Spielklasse, Egri FC.
Stanislaw nahm mit Österreich an der Junioren-Fußballweltmeisterschaft 2007 teil.